# 静岡市立西豊田小学校
静岡市立西豊田小学校（しずおかしりつ にしとよだしょうがっこう）は、静岡県静岡市駿河区曲金2丁目にある公立小学校。

## 沿革
- 1874年（明治7年） - 曲金法蔵寺において「有度郡小鹿村20番小鹿分校」として創設[1]。
- 1876年（明治9年）11月3日 - 第2大学区第15番中学区有度郡曲金8485番連地小学曲金小学校として設立[1]。
- 1878年（明治11年）7月 - 現在地に校舎新築[1]。
- 1889年（明治22年）7月 - 栗原尋常小学校併合。13村を総括して豊田村となる[1]。
- 1917年（大正6年）4月 - 1教室増築[1]。
- 1920年（大正9年）3月4日 - 校章、校旗の制定[1]。
- 1926年（大正15年） - 豊田村森下に分校をおく[1]。
- 1928年（昭和3年）2月3日 - 豊田村の静岡市へ合併に伴い、「静岡西豊田尋常高等小学校」と改称[1]。
- 1933年（昭和8年）8月 - プール竣工[1]。
- 1949年（昭和24年）3月31日 - 静岡市豊田中学校が独立校舎に移転。13教室増改築[1]。
- 1952年（昭和27年）4月1日 - 4教室増築。給食室新築[1]。
- 1960年（昭和35年）4月1日 - 鉄筋コンクリート造3階建6教室新築[1]。
- 1961年（昭和36年）5月 - 校地拡張[1]。
- 1963年（昭和37年）12月28日 - 南校舎火災により階上3教室165坪消失する被害が出た[1]。
- 1963年（昭和38年）4月 - 給食室増築。火災校舎復旧。自転車置場新設[1]。
- 1964年（昭和39年）10月 - 中庭の泉水完成[1]。
- 1966年（昭和41年）7月23日 - プール完成[1]。
- 1970年（昭和45年）2月 - 鉄筋5教室増築[1]。
- 1972年（昭和47年）3月31日 - 体育館竣工[1]。
- 1973年（昭和48年）3月24日 - 西校舎増築（4階建8教室）[1]。
- 1976年（昭和51年）11月3日 - 創立100周年記念式典挙行[1]。
- 1979年（昭和54年）9月1日 - 鉄筋校舎新築（2階6教室）[1]。
- 1981年（昭和56年）
  - 11月23日 - 鉄筋東校舎4階建延長による工事完成（校長室、職員室、保健室、事務室、放送室、特別教室5、玄関）[1]。
  - 12月22日 - 木造校舎（西校舎）取り壊し[1]。
- 1982年（昭和57年）2月27日 - 「せいくらべ記念碑」移築完成[1]。
- 1983年（昭和58年）4月 - 県立南部養護学校との交流を始める[1]。
- 1983年（昭和58年）7月18日 - 西校舎完成（3階6教室、給食受領室、理科室、音楽室、用務員室）[1]。
- 1984年（昭和59年）
  - 8月1日 - 北校舎耐震工事開始[1]。
  - 9月1日 - 北校舎耐震工事完了[1]。
  - 10月15日 - 運動場全面改修工事着工[1]。
- 1985年（昭和60年）3月 - 運動場全面改修工事完成[1]。
- 1986年（昭和61年）3月4日 - 正門横に交通安全塔設置[1]。
- 1994年（平成6年）2月8日 - 中庭に屋外時計設置[1]。
- 1995年（平成7年）3月6日 - 藤棚設置[1]。
- 2002年（平成14年）11月30日 - 東校舎耐震工事完了[1]。
- 2007年（平成19年）4月 - 知的学級「わかば」新設[1]。
- 2008年（平成20年）4月 - 情緒学級「わかば2組」新設[1]。
- 2013年（平成25年）4月 - 給食受領室周辺側溝埋設。駐車場舗装工事完了[1]。
- 2016年（平成28年） - 創立140周年記念[1]。
- 2017年（平成29年）10月 - 蓄電池設備設置[1]。
- 2018年（平成30年）4月 - 特別支援学級新設[1]。
- 2019年（平成31年・令和元年）
  - 1月21日 - 給水管入替受水槽入替設置工事完了[1]。
  - 7月 - 普通教室エアコン工事完了[1]。

## 通学区域
| 葵区 - 長沼の一部 - 長沼南 - 東静岡一丁目 | 駿河区 - 小黒一～三丁目 - 小鹿一～三丁目 - 豊田一丁目・二丁目 | - 豊原町 - 曲金 - 曲金一～七丁目 |

## アクセス
- しずてつジャストライン県立美術館線・美和大谷線 「曲金 静岡視覚特別支援学校前」停留所から、徒歩5分